# Троице-Тихвинская церковь (Дмитров)
Троице-Тихвинская церковь (Тихвинская церковь) — православный храм начала XVIII века в городе Дмитрове Московской области на Пушкинской улице и улице Минина (бывшей Тихвинской улице). Построена по образцу Никитской церкви во Владимире.
Построена на месте бывшей деревянной Тихвинской церкви XVII века, являющейся приходской для Спасской слободы Дмитрова.

## История
Ранее на данном месте находилась Тихвинская деревянная церковь XVII века, являющаяся центром Спасской слободы Дмитрова. Спасская слобода начиналась от Егорьевских ворот Дмитровского кремля, заканчиваясь у Тихвинской церкви. Спасская улица, по которой была проложена первая линия водопровода, была переименована в Водопроводную, а затем в Пушкинскую.
В 1794—1801 годах на средства Г. И. Лошкина и А. С. Фуфаева была построена новая кирпичная церковь.
Смена главного придела церкви, вероятно, было связано с закрытием в XVII веке Троицким монастырём, располагающимся недалеко на реке Березовец, а затем оставшейся от него Троицкой церкви. После закрытия Троицкой церкви, видимо, последовал перенос Троицкого придела в Тихвинскую церковь. Сейчас (2019 г.) на предположительном месте бывшего монастыря строится церковь Святой Магдалины. Также Троицкая церковь имеется в соседнем селе Внуково.
Закрыта в 1930-х годах. В её здании располагалась артель Всесоюзного общества слепых. Позднее артель была преобразована в Дмитровское УПП ВОС на Внуковской улице.
Рядом с церковью находилось кладбище (возможно, приходское), на котором был построен роддом, теперь находящийся на огороженной территории Дмитровской городской больницы.
В 1996 году отремонтирована и открыта. В 2009 году освящена.

## Архитектура
Церковь выполнена в стиле барокко с элементами классицизма. 3-этажное здание церкви составляет одно целое с колокольней. Высокий четверик венчает одна глава.
Тёплая Никольская церковь на первом этаже. Холодная церковь Троицы расположена на втором этаже. На третьем этаже (на хорах) Тихвинский придел.

## Святыни
- Старая Тихвинская икона Божией Матери, сохранённая прихожанами[9].

## Настоятели
- протоиерей Максим Брусов
- протоиерей Николай Александрович Депутатов